# Nicasius de Voerda

Enarrationes institutionum imperialium, 1583 (Fondazione Mansutti, Milano).

Nicasius de Voerda (Heist-op-den-Berg, 1440 – 1492) è stato un giurista e presbitero belga.

## Biografia
All'età di tre anni, in seguito al vaiolo, divenne cieco.
Dopo aver completato gli studi nella vicina Malines, passò all'Università di Lovanio, dove conseguì una laurea in teologia. Dopo essere stato ordinato sacerdote, gli venne assegnata la parrocchia di San Giorgio ad Anversa nel 1483. Frequentò anche l'Università di Colonia, laureandosi in diritto civile e canonico.
La sua opera più conosciuta è intitolata Enarrationes institutionum imperialium e fu pubblicata postuma a Colonia nel 1493 e ristampata più volte anche in Francia (sei a Lione) e in Italia (ben sette a Venezia), fino all'ultima del 1596. La versione italiana è stata tradotta da Borgaruccio Borgarucci. 

## Opere
- (LA) Enarrationes institutionum imperialium, Colonia, 1493.
  - (LA) Enarrationes in quatuor libros Institutionum imperialium, Venezia, eredi Pietro Deuchino, 1584.